# Zrmanja
Zrmanja – rzeka w Chorwacji. Jej długość wynosi 69 km.

## Opis
Płynie przez północną Dalmację, częściowo w kanionie. Powierzchnia jej dorzecza wynosi 907 km². Swe źródła ma u podnóża Welebitu. Uchodzi do adriatyckiej zatoki Novigradsko more. Znajdują się na niej następujące wodospady: Visoki buk, Berberov buk, Muškovci i Jankovića buk. Przepływ wody waha się od 40 do 126 m³/s. Maksymalna głębokość to 7 m. Jej głównymi dopływami są Dabarnica i Krupa. Poniżej Obrovaca jej wody są słonawe. Od tego miasta rzeka jest żeglowna.
Na Zrmanji, na potrzeby hydroelektrowni Velebit, utworzono sztuczny zbiornik wodny.